# Cris Peter
Cristiane Peter, mais conhecida pelo nome artístico Cris Peter (Porto Alegre, 15 de junho de 1983) é uma colorista brasileira. Ela atua principalmente no mercado estadunidense de quadrinhos, já tendo trabalhado para as editoras DC Comics, Marvel Comics, entre outras. Foi a primeira brasileira a ser indicada para o Eisner Award, por seu trabalho nas cores da série em quadrinhos norte-americana Casanova. Em 2012, coloriu o álbum Astronauta - Magnetar, escrito e ilustrado por Danilo Beyruth, primeiro título do selo Graphic MSP,  em 2013, lançou uma campanha de financiamento coletivo no site Catarse.me para publicar o livro teórico O uso das cores, lançado no mesmo ano pela Marsupial Editora. Em 2015, fez as cores para outro projeto no Catarse, Pétalas, escrito e desenho por Gustavo Borges, publicado no mesmo ano numa parceria entre a Marsupial Editora e a Tambor Quadrinhos.
Roteirizou Quimera, publicada pelo selo Pagu Comics dirigido por Ana Recalde e Patas Sujas, ilustrada por SulaMoon e Érica Awano, feito em parceria com o coletivo Estúdio Complementares.
Ganhou o Troféu HQ Mix em 2016 na categoria "melhor colorista/arte-finalista" e, em 2017, na categoria "melhor colorista nacional".